# محله هوایی جامعه فالبروک
محله هوایی جامعه فالبروک (به انگلیسی: Fallbrook Community Airpark) یک فرودگاه همگانی بهره‌برداری هوایی است که یک باند فرود آسفالت دارد و طول باند آن ۶۵۸ متر است. این فرودگاه در کشور ایالات متحده آمریکا قرار دارد و در ارتفاع 216 متری از سطح دریا واقع شده است.